# Kurt Sprengel
Kurt Polykarp Joachim Sprengel (Boldekow, 3 agosto 1766 – Halle, 15 marzo 1833) è stato un botanico tedesco, nipote del naturista e teologo Christian Konrad Sprengel.

## Biografia
Figlio di un religioso, studiò dapprima teologia e in seguito scienze ad Halle. Laureato nel 1787, lavorò fino al 1795 come insegnando all'università.
Nel 1795 divenne docente ordinario nella facoltà di scienze e direttore del giardino botanico di Halle.
A lui è dedicato il genere Sprengelia della famiglia delle Ericaceae.